# Habenaria tricruris
Habenaria tricruris är en orkidéart som först beskrevs av Achille Richard, och fick sitt nu gällande namn av Heinrich Gustav Reichenbach. Habenaria tricruris ingår i släktet Habenaria och familjen orkidéer. Inga underarter finns listade i Catalogue of Life.